# Мишковы
Мишковы — дворянский род.
Потомство Кирилла Андреевича Мишкова, писанного в жильцах (1639). Род Мишковых внесён в VI часть дворянской родословной книги Орловской губернии.

## Описание герба
Щит разделен горизонтально надвое черной полосой, на которой изображены три золотых звезды, крайние две восьмиугольные, а средняя шестиугольная. Верхняя и нижняя половины разрезаны двумя диагональными чертами, соединяющимися на середине, в первой у вершины, а в нижней у подошвы щита, в них означены в верхнем золотом поле белый конь с черной подпругой, бегущий в правую сторону. По сторонам его, в верхних углах, в правом красном поле, птица, в левом голубом поле золотой крест, а под ним того же металла подкова, шипами вверх обращенная (польский герб Ястржембец). В нижней половине, в серебряном поле, красная крепость, а по сторонам оной, в нижних углах, в правом голубом поле, золотой крест и подкова, в левом красном поле серебряный меч.
На щите дворянский коронованный шлем. Нашлемник: три страусовых пера. Намёт на щите голубой и красный, подложенный золотом и серебром. Щитодержатели: два льва в коронах. Герб рода Мишковых внесен в Часть VI Общего гербовника дворянских родов Всероссийской империи, стр. 76.

## Известные представители
- Мишков Андрей Матвеевич — мценский городовой дворянин (1627-1629). (ум. 1634).
- Мишков Игнатий Лаврентьевич — мценский городовой дворянин (1629).
- Мишков Кирилл Андреевич — стольник патриарха Филарета (1627-1629).
- Мишков Авксентий Кириллович — московский дворянин (1673-1676).
- Мишков Иван Кириллович — стольник (1686).
- Мишков Осип Авксентьевич — стольник (1692)[1].